# Schronisko Żarskie Czwarte
Schronisko Żarskie Czwarte – schronisko między południowymi krańcami wsi Żary i północnymi wsi Dubie w województwie małopolskim. Znajduje się w Wąwozie Żarskim w obrębie rezerwatu przyrody Dolina Racławki. Pod względem geograficznym jest to Dolina Racławki na obszarze Wyżyny Olkuskiej będącej częścią Wyżyny Krakowsko-Częstochowskiej.
W lesie zwanym Lasem Pisarskim na lewych zboczach środkowej części Wąwozu Żarskiego znajduje się grupa skał, a w nich Jaskinia Żarska, Jaskinia Żarska Górna oraz schroniska: Schronisko Żarskie Małe, Schronisko Żarskie Pierwsze, Schronisko Żarskie Drugie, Schronisko Żarskie Trzecie i Schronisko Żarskie Czwarte. Nad dnem wąwozu znajduje się Jaskinia bez Nazwy. 
Schronisko Żarskie Czwarte jest w tej grupie najdalej wysunięte na południe. Jego otwór znajduje się wysoko w skałach, zaledwie kilka metrów na południe od Jaskini Żarskiej Górnej. Dawniej usiłowano go rozkopać, by dostać się w głąb masywu skał. Jest to niewielkie schronisko. Jego otwór znajduje się na półce skalnej i częściowo zawiany jest liśćmi. Za otworem znajduje się prosty, krótki i ciasny korytarzyk o próchniczno-gliniastym namulisku. Na ścianach brak zacieków, roślin, nie obserwowano też zwierząt. Mikroklimat w całym korytarzyku jest uzależniony od pogody na zewnątrz.
Po raz pierwszy schronisko opisali A. Górny i M. Szelerewicz w 2007 roku. Jego plan opracował M. Szelerewicz.

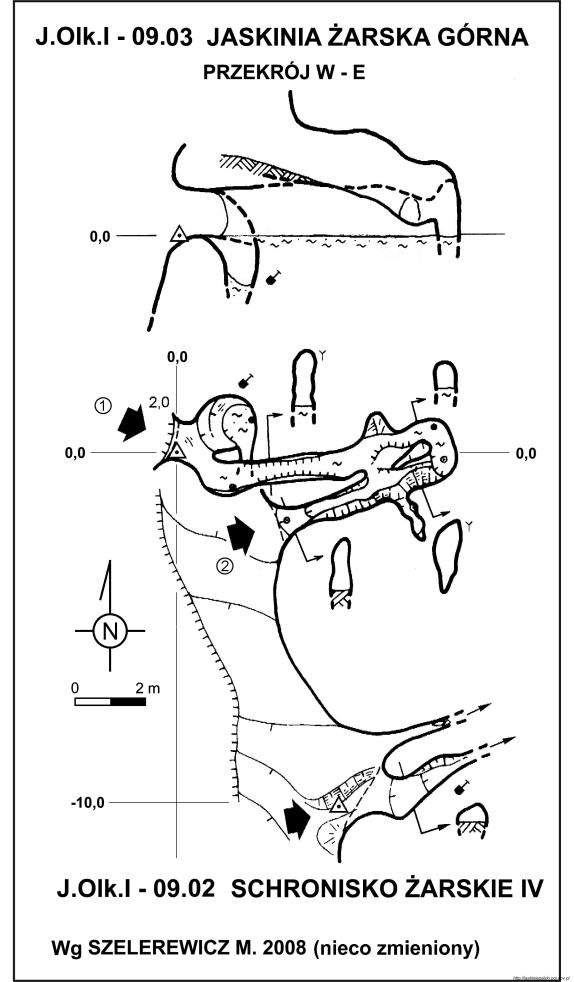
plan